# 1876 în literatură
Anul 1876 în literatură a implicat o serie de evenimente și cărți noi semnificative.  

## Cărți noi
- William Harrison Ainsworth
  - Chetwynd Calverley
  - The Leaguer of Lathom
- Louisa May Alcott - Rose in Bloom
- Machado de Assis - Helena
- Isabella Banks - The Manchester Man
- Rhoda Broughton - Joan
- Robert Buchanan - The Shadow of the Sword
- Wilkie Collins - The Two Destinies
- Alphonse Daudet - Jack
- Fyodor Dostoevsky - A Gentle Creature
- George Eliot - Daniel Deronda
- Benito Pérez Galdós - Doña Perfecta
- John Habberton - Helen's Babies
- Thomas Hardy - The Hand of Ethelberta
- Joris-Karl Huysmans - Martha
- Herman Melville - Clarel
- Mark Twain - Aventurile lui Tom Sawyer
- Jules Verne - Michael Strogoff
- Charlotte Mary Yonge - The Three Brides
- Emile Zola - Son Excellence Eugène Rougon